# Reidar Borgersen
Reidar Bohlin Borgersen (Krokstadelva, Nedre Eiker, Buskerud, 10 d'abril de 1980) és un ciclista noruec, professional des del 2010 fins al 2016. S'ha proclamat dos cops campió nacional en contrarellotge.

## Palmarès
- 2012
  -  Campió de Noruega de contrarellotge
- 2013
  - 1r al Gran Premi Ringerike
- 2014
  -  Campió de Noruega de contrarellotge
  - 1r a l'Okolo jižních Čech i vencedor d'una etapa
  - 1r al Duo normand (amb Truls Engen Korsæth)